# Estación de arte rupestre de Peña Martín en Chana de Somoza
La estación de arte rupestre de Peña Martín es un afloramiento de rocas con grabados rupestres de diversa cronología. Está situada en las proximidades de la localidad de Chana de Somoza, perteneciente ayuntamiento de Lucillo, en la comarca de la Maragatería (provincia de León). La localidad de Chana de Somoza está situada a 29 km de Astorga, a cuyo partido judicial pertenece el municipio de Lucillo y toda la comarca maragata.
En Peña Martín podemos encontrar al menos 3 paneles rupestres, dos de ellos con grabados más arcaicos, como son las cazoletas y surcos, y un tercero con una agrupación de semicírculos (herraduras) y cruciformes. Además de esto, en las rocas cercanas hay grabados de época moderna con una temática pastoril, como firmas de pastor, cruciformes, fechas etc.

## Descubrimiento y referencias
Dada la cercanía del paraje de Peña Martín a la localidad, es lógico suponer que algunos habitantes del pueblo conocían los grabados, pero parece que nunca se les dio importancia pues ni siquiera las rocas con los grabados tienen nombre propio, como sucede en la mayoría de las estaciones rupestres. No fue hasta el año 2008 cuando a raíz del descubrimiento de los petroglifos de Peña Fadiel por parte de Juan Carlos Campos, una persona  aficionada a la Historia quien, en sus trabajos de campo para investigar la comarca maragata, localizó los grabados, comunicó su situación a las autoridades de Patrimonio de la Junta de Castilla y León y comenzó su difusión.
En 2012 los grabados de Peña Martín aparecen descritos en el libro "Petroglifos en Maragatería, el enigma de los laberintos de Teleno". Con posterioridad aparecen también formando parte del  catálogo del libro "Grabados rupestres de la provincia de León" (2028) y más escuetamente en el libro "Maragatería secreta" (2018).

## Características
Los paneles más importantes de la estación rupestre de Peña Martín son:

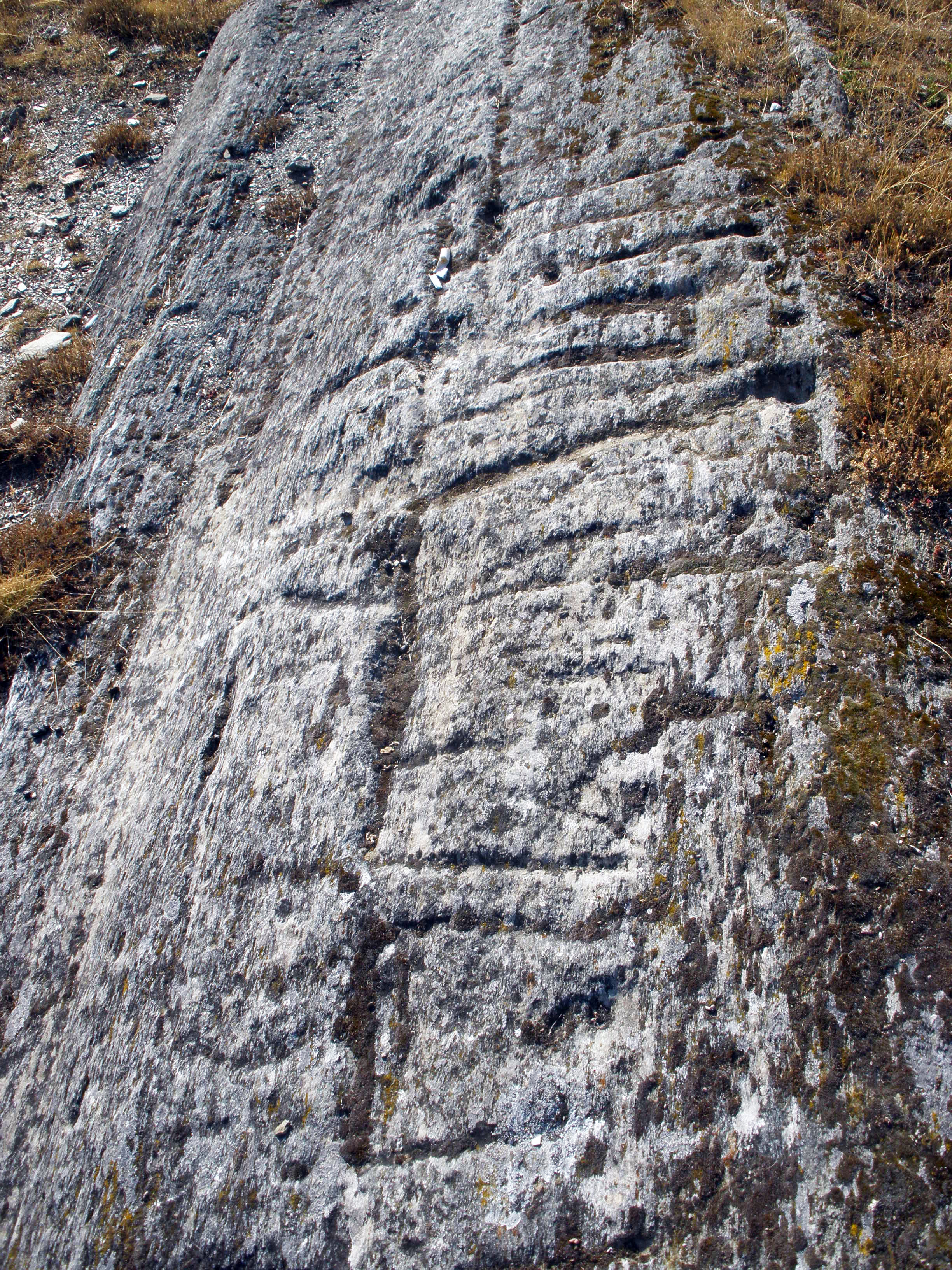
Petroglifo Peña Martín I

- Peña Martín I es una lastra de roca diabasa con una superficie inclinada de 4.5 m de longitud, donde hay representados una treintena de surcos paralelos. La mayoría conectan con una docena de  pequeñas cazoletas situadas en la parte superior del talud y con otras oquedades de mayor tamaño situadas en un plano inferior. No se observan cruciformes ni las firmas de pastor tan abundantes en las rocas cercanas. Los surcos presentan una pátina pulida por la erosión, sin apenas restos de piqueteado. La mayoría de las líneas grabadas presentan una sección en “U” abierta, es decir, los surcos son anchos y poco profundos como suele suceder en los grabados más antiguos.

- Peña Martín II es una agrupación de cazoletas grabadas a ras de suelo en una roca cercana a un riachuelo. Las cazoletas aquí están agrupadas sin orden aparente y no hay surcos ni otras figuras asociadas a ellas.

- Peña Martín III es una laja vertical de roca diabasa que contiene grabados con forma de herradura y numerosos cruciformes. También se la conoce actualmente como "Peñaferrada", un nombre que le asignó Juan Carlos Campos en el momento de su descubrimiento y que siguió utilizando en sus publicaciones posteriores. La superficie vertical se orienta al sur mirando de frente la mole del monte Teleno, con las figuras distribuidas en la zona superior. El extremo inferior aparece muy alterado por las labores de cantería, por lo que las posibles figuras de esta zona se han perdido para siempre. La zona conservada es una superficie rectangular de 3.5 m. x 0,80 m. y  presenta medio centenar de figuras semicirculares con forma de herradura, con la particularidad de que muchas  de ellas contienen en su interior una pequeña cazoleta. La técnica de ejecución es el piqueteado y se distingue con dificultad, pues los grabados están desgastados por la erosión.

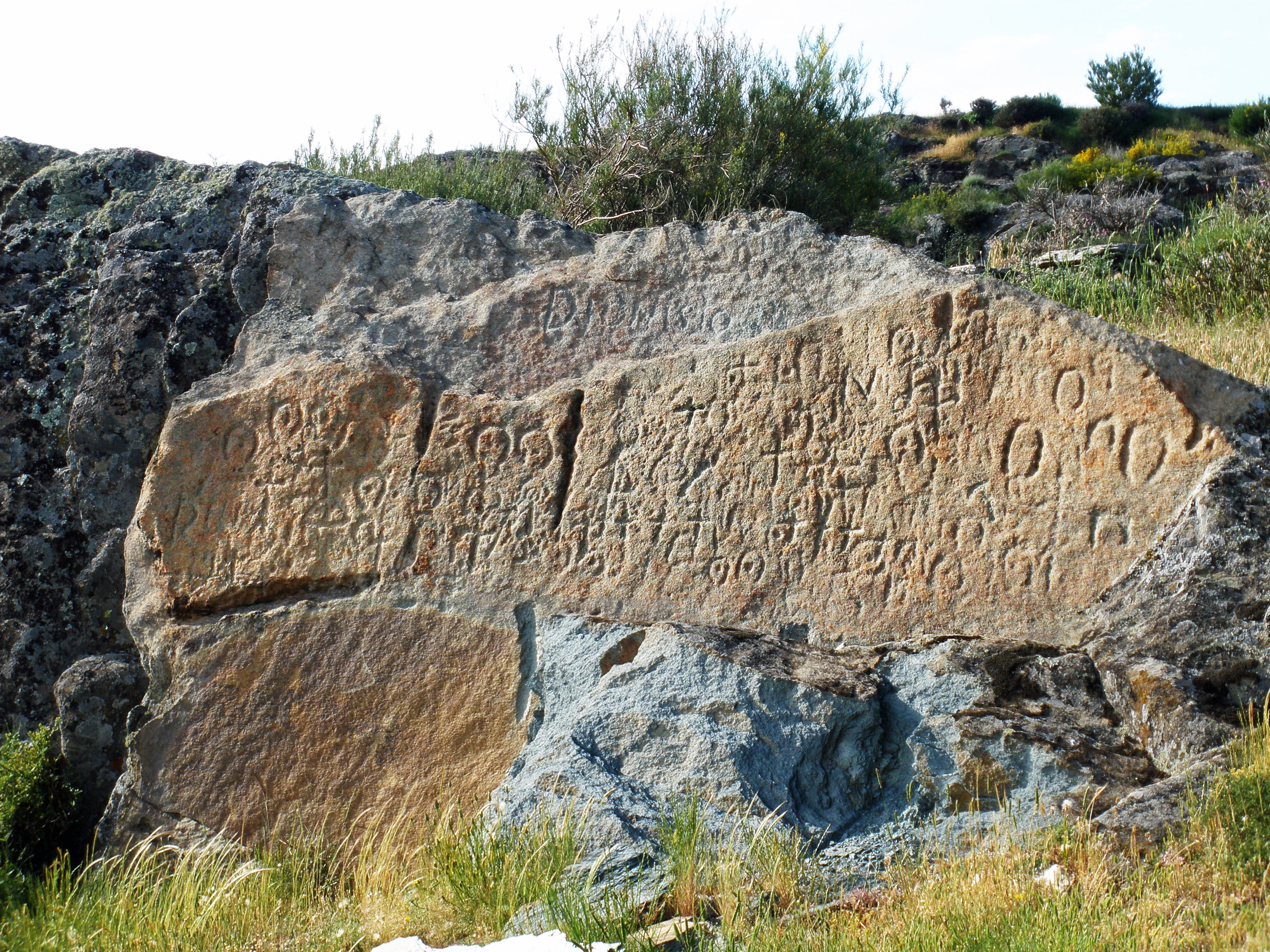
Peña Martín II (Peñaferrada)

Hay también otros grabados cruciformes, la mayoría corresponden a cruces latinas simples representadas siguiendo una línea horizontal que cruza la zona inferior del panel. Hay otras cruces más elaboradas, como una cruz decorada con pequeñas cazoletas en sus extremos.

## Interpretación y propuesta cronológica

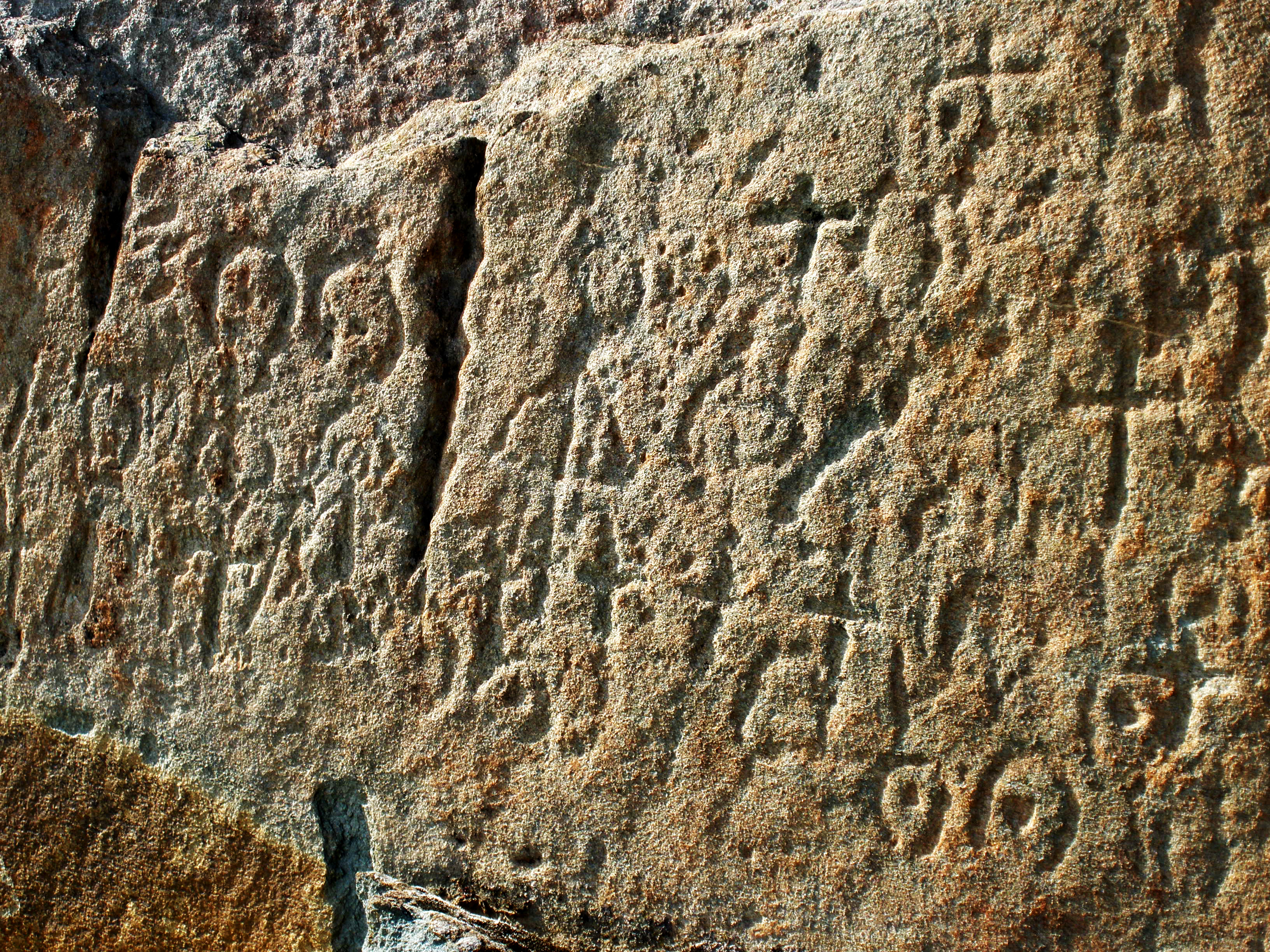
Peñaferrada, detalle de la zona central

En la estación rupestre de Peña Martín se deben de considerar varias cronologías. Por un lado, los paneles I y II se pueden encuadrar por su tipología como petroglifos prehistóricos. Las cazoletas y surcos son grabados que tiene una cronología que recorre desde el Paleolítico medio hasta la primera Edad del Hierro. Así pues, la época en que fueron realizados estos petroglifos es incierta, pero muy probablemente prehistórica.
El tercer panel de Peña Martín (Peñaferrada) presenta un diseño y tipología distinto a los anteriores, pues los grabados con forma de herradura se suelen encuadrar en épocas que comienzan en la Protohistoria y avanzan incluso hasta la Edad Media. El hecho de que muchas herraduras contengan en su interior una pequeña cazoleta parece coincidir con algunas teorías que proponen a estas figuras semicirculares como símbolos de fertilidad y prosperidad, como demuestra el uso de este símbolo como amuleto propiciatorio aún en la actualidad. Los numerosos cruciformes del panel se distribuyen sin relación aparente con las herraduras, y cuando interfieren con alguna se puede observar que aparecen superpuestas a ellas, lo que sugiere que el grupo de cruciformes fue realizado en época posterior a la de las herraduras.
Los grabados de temática pastoril que se encuentran diseminados por todo el afloramiento rocoso no deben ser desdeñados, pues a pesar de pertenecer a la época actual, enlazan con los grabados y petroglifos de épocas anteriores, y demuestran una pervivencia de ocupación del territorio.

## Situación actual
El paraje de Peña Martín en Chana de Somoza se encuentra en un moderado estado de conservación. A los daños producidos en siglos anteriores por los trabajos de extracción de piedras a modo de cantera local, se han añadido algunos actos vandálicos como grafitis modernos rayados encima de las figuras. No obstante, en 2022 el ayuntamiento de Lucillo ha puesto en marcha una ruta señalizado los grabados más importantes, colocando paneles informativos que explican al visitante la importancia del arte rupestre y la necesidad de su conservación.